# Eburodacrys dubitata
Eburodacrys dubitata là một loài bọ cánh cứng trong họ Cerambycidae.